# Dastgah
Dastgāh (in persiano دستگاه‎) è un genere di musica modale della tradizione musicale persiana. La musica persiana è costituita da dodici principali sistemi modali o dastgāh; nonostante i 50 o più dastghast esistenti, i teorici si riferiscono generalmente a un gruppo dei dodici principali. Un dastgāh è una melodia che un esecutore usa come base per un brano improvvisato.

## Struttura
Ogni dastgāh è costituito da sette note di base, più varie note variabili usate per abbellimento e modulazione ed ha una certa varietà modale soggetta a uno sviluppo (sayr) che è determinato dall'ordine prestabilito di sequenze che ruotano attorno a 365 melodie centrali conosciute come gusheh, dai musicisti, attraverso l'esperienza. Questo processo è personale ed è una tradizione di grande sottigliezza e profondità. La collezione completa di gusheh in tutti i dastgāh viene definita come radif. Durante l'incontro del "Comitato intergovernativo per la salvaguardia del patrimonio immateriale" dell'Organizzazione delle Nazioni Unite, tenutosi tra il 28 settembre e il 2 ottobre 2009 ad Abu Dhabi, i radif sono stati inseriti ufficialmente nell'elenco UNESCO come patrimonio orale e immateriale dell'umanità.
Il dastgāh ha avuto un'influenza importante nell'evoluzione del "maqam" nella musica araba, entrambi profondamente radicati nelle melodie della Persia sasanide e che entrarono nel mondo islamico in seguito alla conquista islamica della Persia nel VII secolo.
Il sistema di dodici dastgāh e gusheh è rimasto pressoché identico a come è stato codificato dai maestri della musica del XIX secolo, in particolare da Mîrzā Abdollāh Farāhāni (1843-1918). Nessun nuovo dastgāh o grande gusheh è stato ideato da quel periodo. Quando nei tempi moderni si è sviluppato un avāz o dastgāh, è stato quasi sempre attraverso copiatura da quelli esistenti, piuttosto che attraverso una nuova ispirazione. Da questa notevole stabilità si può dedurre che il sistema deve aver raggiunto lo status "canonico" in Iran.

## Terminologia
Il termine dastgāh è stato spesso paragonato alla musica modale della musicologia occidentale, ma questo non è particolarmente vero. Un dastgāh è solitamente il nome dell'inizio di un brano, in cui la melodia si ripete più volte, e inoltre identifica un gruppo di modi raggruppati secondo la tradizione. In breve, un dastgāh è sia il titolo collettivo di un raggruppamento di modi, sia la modalità iniziale di ciascun gruppo.
Secondo gli stessi musicisti, l'etimologia del termine dastgāh è associata alla "posizione (gāh) della mano (dast) [sul manico dello strumento]." Il termine persiano dastgah può essere tradotto come "sistema" e dastgāh è quindi "prima di tutto una collezione di elementi discreti ed eterogenei organizzati in una gerarchia che è del tutto coerente, sebbene flessibile."
Nelle classificazioni convenzionali della musica persiana, Abū'Aṭā, Daštī, Afšārī e Bayāt-e Tork sono considerate sotto-classi di Šur dastgāh. Allo stesso modo, Bayāt-e Esfahān è una sottoclasse di Homāyun, riducendo il numero dei principali dastgah a un totale di sette. Una sottoclasse nel sistema convenzionale viene chiamata "āvāz".

## I sette dastgah
La maggior parte degli studiosi divide la musica tradizionale persiana in sette dastgah, anche se alcuni li dividono in 12 (contando Abu Ata, Dashti, Afshari, Bayat-e Kord e Bayat-e Esfahan come dastgah separati piuttosto che sottocategorie di altri). Quelli che classificano la musica tradizionale persiana in sette dastgah spesso elencano anche 7 avaze  (in persiano: آواز, che significa canzone) in connubio con questi dastgah. Il seguente è un elenco di 7 dastgāh e 7 avāze:
- Segāh ("terzo posto")
- Čahārgāh[8] ("quarto posto")
- Rāst-Panjgāh ("quinto posto")
- Dastgāh-e Šur (Šur)
  - Bayat e Turk[9] (riferito a Bayāt-e Zand, prima della presa del potere della dinastia Qajar a scapito di quella Zand)
  - Abū ʿAṭā[10]
  - Daštī[11]
  - Afshari[12]
  - Bayat e Kurd[13]
- Dastgāh-e Māhur
- Homāyun[14]
  - Bayat e Esfahan[15]
  - Šūštar
- Navā

Si noti che in alcuni casi le sottoclassi (āvāze) sono contate come dastgāh individuali, eppure questo contraddice gli aspetti tecnici della musica iraniana.